# Сарайли
Сарайли́ (рос. Сарайлы, башк. Һарайлы) — присілок у складі Благоварського району Башкортостану, Росія. Входить до складу Балишлинської сільської ради.
Населення — 264 особи (2010; 280 в 2002).
Національний склад:
- башкири — 95 %